# Don Zimmer
Pour les articles homonymes, voir Zimmer.
Donald William Zimmer, né le 17 janvier 1931 à Cincinnati, Ohio, États-Unis et mort le 4 juin 2014 à Dunedin, Floride, États-Unis, est un joueur et entraîneur de baseball dont la carrière s'est étalée sur 66 ans, de son premier contrat en 1949 avec les Dodgers de Brooklyn à son décès en 2014.
Joueur de champ intérieur, Don Zimmer évolue dans les Ligues majeures de baseball de 1954 à 1965 pour les Dodgers, d'abord à Brooklyn et ensuite à Los Angeles, ainsi que pour les Cubs de Chicago, les Mets de New York, les Reds de Cincinnati et les Senators de Washington. Il est ensuite gérant des Padres de San Diego, des Red Sox de Boston, des Rangers du Texas et des Cubs de Chicago. Avec ces derniers, il est nommé gérant de l'année en Ligue nationale en 1989. Aussi entraîneur en ligues mineures durant quelques années, Zimmer est instructeur pour plusieurs équipes du baseball majeur, notamment durant les trois premières saisons d'existence des Rockies du Colorado entre 1993 et 1995, des Yankees de New York qui sont quatre fois vainqueurs de la Série mondiale entre 1996 et 2003, puis des Rays de Tampa Bay de 2004 à son décès. Zimmer, surnommé Zim ou Popeye, a remporté la Série mondiale comme joueur en 1955 et 1959 avec les Dodgers et été invité au match des étoiles en 1961 et 1962.